# Sinonatrix aequifasciata
Sinonatrix aequifasciata е вид змия от семейство Смокообразни (Colubridae). Видът не е застрашен от изчезване.

## Разпространение
Разпространен е във Виетнам, Китай (Гуандун, Гуанси, Гуейджоу, Джъдзян, Дзянси, Съчуан, Фудзиен, Хайнан, Хунан и Чунцин), Лаос и Хонконг.

## Описание
Популацията на вида е намаляваща.